# Amandów
Amandów (Duits: Amandhof) is een plaats in het Poolse district  Raciborski, woiwodschap Silezië. De plaats maakt deel uit van de gemeente Pietrowice Wielkie en telt 160 inwoners.